# Hew Pike

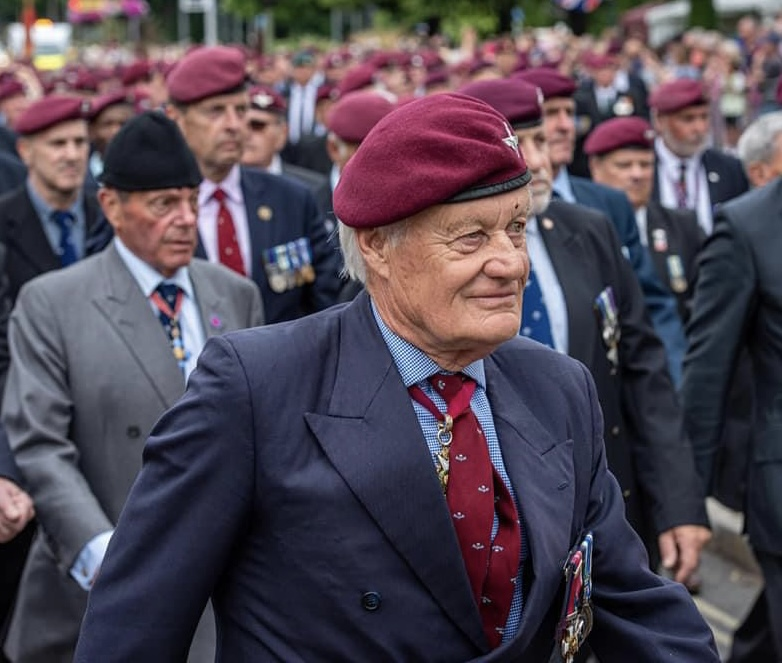
Sir Hew Pike (2022)

Sir Hew William Royston Pike, KCB, DSO, MBE (* 24. April 1943 in Bentley, Hampshire, England) ist ein ehemaliger britischer Offizier und zuletzt Generalleutnant der British Army, der unter anderem zwischen 1998 und 2001 Kommandeur der Streitkräfte in Nordirland (General Officer Commanding, Northern Ireland) war. Darüber hinaus bekleidete er zwischen 2004 und 2007 das zeremonielle Amt des Lieutenant of the Tower of London.

## Leben

### Familiäre Herkunft, Ausbildung und Verwendungen als Offizier
Hew William Royston Pike war der Sohn von Generalleutnant Sir William Pike (1905–1993), der unter anderem von 1960 bis 1963 Vize-Chef des Imperialen Generalstabes (Vice Chief of the Imperial General Staff) sowie zwischen 1963 und 1966 ebenfalls Lieutenant of the Tower of London war. Der jüngere Bruder seines Vaters war Marshal of the Royal Air Force Sir Thomas Geoffrey Pike, GCB, CBE, DFC (1906–1983), der unter anderem zwischen 1960 und 1963 Chef des Luftwaffenstabes (Chief of the Air Staff) sowie zuletzt von 1964 bis 1967 stellvertretender Oberkommandierender der Alliierten NATO-Streitkräfte in Europa (Deputy Supreme Allied Commander Europe) war. Er absolvierte nach dem Besuch des Winchester College eine Offiziersausbildung an der Royal Military Academy Sandhurst (RMAS) und wurde nach deren Abschluss am 21. Dezember 1962 Second Lieutenant in das Fallschirmjägerregiment Parachute Regiment (PARA) übernommen. Daraufhin folgten zahlreiche Verwendungen als Offizier und Stabsoffizier. In deren Verlauf wurde er am 21. Juni 1964 zum Lieutenant, am 21. Dezember 1968 Captain sowie am 30. Juni 1975 zum Major befördert.
Pike, der für seine Verdienste am 31. Dezember 1977 zum Member des Order of the British Empire (MBE) ernannt wurde, war als Lieutenant-Colonel zwischen August 1980 und seiner Ablösung durch Oberstleutnant Rupert Smith im Januar 1983 Kommandeur des 3. Bataillons des Fallschirmjägerregiments (Commanding Officer, 3rd Parachute Regiment) und nahm mit diesem am Falklandkrieg (2. April bis 20. Juni 1982) teil. Für seine militärischen Leistungen wurde er 1982 auch Companion des Distinguished Service Order (DSO).

### Aufstieg zum Generalleutnant
Als Brigadier war Hew Pike von Dezember 1987 bis Dezember 1989 Kommandeur der 22. Panzerbrigade (Commanding, 22nd Armoured Brigade). Nach seiner Beförderung zum Major-General wurde er als Nachfolger von Generalmajor Christopher Wallace im April 1992 Kommandeur der 3. Division (General Officer Commanding, 3rd Division) und hatte dieses Kommando bis April 1994 inne, woraufhin Generalmajor Mike Jackson ihn ablöste. Er selbst löste im Mai 1994 Generalmajor Timothy Toyne Sewell als Kommandant der Royal Military Academy Sandhurst ab. Auf diesem Posten verblieb er bis Juli 1995 und wurde daraufhin von Generalmajor Jack Deverell abgelöst.
Als Lieutenant-General übernahm Hew Pike im Juli 1995 von Generalleutnant Richard Swinburn den Posten als stellvertretender Oberkommandierender der Landstreitkräfte (Deputy Commander-in-Chief, United Kingdom Land Forces) und bekleidete diese Funktion bis zu seiner erneuten Ablösung durch Generalleutnant Sir Jack Deverell im Oktober 1997. Er bekleidete ferner bis zu seiner Ablösung durch Generalleutnant Sir Jack Deverell am 1. Dezember 1997 das Ehrenamt als Colonel Commandant of The Small Arms School Corps. Im Rahmen der sogenannten „New Year Honours“ wurde er am 31. Dezember 1996 als Knight Commander des Order of the Bath (KCB) geadelt, so dass er fortan das Prädikat „Sir“ führte. Er wurde am 23. November 1997 stellvertretender Kommandeur für Operationen der Stabilisierungsstreitkräfte SFOR in Bosnien und Herzegowina (Deputy Commander, Operations, Stabilization Force, Bosnia-Herzegovina) und bekleidete diese Funktion bis November 1998.
Am 26. Oktober 1998 wurde Generalleutnant Sir Hew Pike Nachfolger von Generalleutnant Sir Rupert Smith Kommandeur des Militärbezirks Nordirland (General Officer Commanding, Northern Ireland District) und bekleidete dieses Kommando bis Dezember 2000, woraufhin Generalleutnant Sir Alistair Irwin seine dortige Nachfolge antrat. Er fungierte zugleich zwischen August 1990 und Januar 1993 als Direktor für die militärischen Operationen in Nordirland. Am 1. Juli 1999 übernahm er ferner das Ehrenamt als Honorary Colonel of The Royal Rifle Volunteers. Am 14. März 2001 trat er in den Ruhestand und wurde in die Reserve versetzt. Er bekleidete des Weiteren bis zu seiner Ablösung durch Generalmajor David J. Richards am 1. September 2003 auch das Ehrenamt als Honorary Colonel of The Royal Rifle Volunteers. Darüber hinaus bekleidete er als Nachfolger von Generalleutnant Sir Roddy Cordy-Simpson zwischen dem 1. März 2004 und seiner Ablösung durch Generalleutnant Sir Cedric Delves am 1. März 2007 das zeremonielle Amt des Lieutenant of the Tower of London.

## Veröffentlichung
- From the Front Line – Family Letters & Diaries. 1900 to the Falklands & Afghanistan, 2008, ISBN 978-1-84415-812-6.